# 4874 Burke
A 4874 Burke (ideiglenes jelöléssel 1991 AW) a Naprendszer kisbolygóövében található aszteroida. Eleanor F. Helin fedezte fel 1991. január 12-én.